# KRI Nanggala (402)
Pour les autres navires du même nom, voir KRI Nanggala (homonymie).
Le KRI Nanggala (402), connu aussi sous le nom Nanggala II, est un sous-marin de la marine indonésienne, l'un des deux sous-marins de type 209/1300 de la classe Cakra.
Le 21 avril 2021, le Nanggala a disparu lors d'un exercice de torpillage dans les eaux de la mer de Bali au nord de Bali. Il a été déclaré coulé après la découverte de débris lui appartenant le 24 avril 2021 et les 53 membres présents à son bord décédés.

## Nom

Badge du sous-marin

Le navire est nommé d'après le Nanggala, une lance divine appartenant au roi Baladewa, personnage récurrent dans le théâtre de marionnettes wayang. L'arme elle-même est représentée sur l'insigne du sous-marin.
Le KRI Nanggala s'est en fait d'abord appelé Candrasa avant d'être renommé Nanggala. Ce n'est pas le premier sous-marin indonésien portant ce nom. Le précédent Nanggala, immatriculé S-02, était un sous-marin de la classe Whiskey soviétique acheté à la Pologne, livré en 1959 et retiré des listes en 1972.

## Histoire
Le KRI Nanggala a été commandé le 2 avril 1977. Le navire a été conçu par Ingenieurkontor Lübeck de Lübeck, construit par Howaldtswerke-Deutsche Werft de Kiel et vendu par Ferrostaal d'Essen — tous agissant ensemble en tant que consortium ouest-allemand. Le navire a été mis sur cale le mars 1978 et a été achevé le 6 juillet 1981. Le sous-marin a été dévoilé au public pour la première fois à l'occasion du 36e anniversaire des forces armées le 5 octobre 1981 et il a été commissionné par le ministre de la Défense et le général de sécurité M. Jusuf seize jours plus tard. Le KRI Cakra et le KRI Nanggala sont les deux seuls sous-marins de la classe Cakra mis en œuvre par la marine indonésienne.

### Activités opérationnelles
À la suite de la réorganisation des forces armées dans les années 1980 et 1990 avec le retrait du KRI Pasopati en 1994, pendant plusieurs décennies, ils ont été les seuls sous-marins de la marine indonésienne jusqu'à la commission du KRI Nagapasa en 2017. Le Nanggala a subi une première rénovation à Howaldtswerke achevée en 1989.
Le sous-marin a conduit plusieurs missions de collecte de renseignements dans les eaux indonésiennes, dont une dans l'océan Indien d'avril à mai 1992 et une autre autour du Timor oriental d'août à octobre 1999. Lors de cette dernière opération, le KRI Nanggala a surveillé les mouvements de la Force internationale du Timor Oriental (INTERFET) lors de son débarquement dans la région du Timor oriental, ce qui obligea cette dernière à renforcer ses lignes de communications et à lancer une recherche intensive pour localiser le sous-marin indonésien,.
Le KRI Nanggala participa en 2002 à l'exercice naval Cooperation Afloat Readiness and Training (CARAT) regroupant autour de la flotte américaine, de nombreux pays asiatiques membres de l'ASEAN.
Du 8 avril au 2 mai 2004, la marine indonésienne organisa un exercice conjoint dans l'Océan Indien au cours duquel le KRI Nanggala-402 démontra sa capacité en coulant d'une torpille le navire cible KRI Rakata.
En avril 2005 eut lieu un incident frontalier entre la Malaisie et l'Indonésie appelé Amblalat Block. Au cours de celui-ci, le navire indonésien KRI Teddong Naga et le malaisien KD Rencong entrèrent en collision dans les eaux proches de Nunukan, à l'est de Kalimantan. Le Nanggala fut envoyé dans la zone à des fins d'infiltration, et de recherche et renseignement sur des cibles stratégiques dans ces parages en mai 2005,,.

### Refonte et modernisation
Le 9 décembre 2009, le KRI Nanggala-402, commandé par le capitaine de frégate Purwanto et comprenant 35 membres d'équipage, quitta l'Indonésie et arriva en Corée du Sud le 19 décembre suivant pour y subir une refonte complète pendant deux ans au chantier naval Daewoo Shipbuilding & Marine Engineering de Busan. Elle fut achevée en février 2012,. Cette refonte coûta 63,7M $ selon le ministère des finances indonésien.
Lors de cette refonte une grande partie de sa structure supérieure a été remplacée, et ses armements, sonars, radars, contrôles de combat et systèmes de propulsion ont été rénovés. Après le radoub, le Nanggala est devenu capable de tirer quatre torpilles simultanément sur quatre cibles différentes et de lancer des missiles anti-navires tels que l'Exocet ou le Harpoon. Sa profondeur de plongée en toute sécurité a été augmentée à 257 m, et sa vitesse de pointe a été augmentée de 21,5 nœuds (39,8 km/h) à 25 nœuds (46 km/h).

### Retour opérationnel
En 2012, le Nanggala retourne en service opérationnel et du 28 au 29 août, participe à l'exercice PASSEX/Passing Exchange en mer de Java avec le sous-marin américain à propulsion nucléaire USS Oklahoma City, la corvette KRI Diponegoro-365 et l'hélicoptère Bölkow-Blohm NBO-202. En 2015, il participe une nouvelle fois au CARAT.
En 2016, la marine indonésienne équipe le Nanggala d'un système d'échosondeur ASELSAN KULAÇ de conception et fabrication turque.
En 2017, le Nanggala était l'un des 2 sous-marins de la flotte indonésienne. Au moment de la disparition du Nanggala le 21 avril 2021, l'Indonésie possédait 5 sous-marins.

## Disparition en 2021

### Événement
Le 21 avril 2021, le maréchal en chef de l'Air Hadi Tjahjanto, commandant des forces armées nationales indonésiennes, a annoncé que le Nanggala aurait disparu en mer à environ 95 km au nord de Bali. Un porte-parole de la marine indonésienne a déclaré que le Nanggala avait mené un exercice de torpillage, mais n'a pas rendu compte de ses résultats comme prévu. La marine indonésienne annonça dans une déclaration écrite que le Nanggala avait demandé la permission de plonger pour effectuer un tir de torpilles SUT à 3 h (heure locale) (20 h UTC, 20 avril). Le maréchal de l'Air Tjahjanto a déclaré avoir perdu le contact avec le sous-marin à 4 h 30 ce matin-là. La marine a par la suite envoyé un appel de détresse au Bureau international de liaison pour l'évacuation et le sauvetage sous-marin pour signaler le navire comme étant porté disparu et vraisemblablement coulé.
Le contre-amiral Julius Widjojono (id), porte-parole de la marine indonésienne, a déclaré qu'une équipe de plongeurs cherchait le navire. Le Jane's Information Group a annoncé que la marine avait également envoyé un certain nombre de navires de guerre dans la région. Le ministère de la Défense a déclaré que les gouvernements de l'Australie, de Singapour et de l'Inde avaient répondu à leurs demandes d'assistance. Le Defence Brief a rapporté que, selon les données de trafic maritime, le navire de soutien et de sauvetage sous-marin de la Marine de la république de Singapour (SSRV) MV Swift Rescue semblait être en route vers la mer de Bali.
Une recherche aérienne a révélé des traces d'hydrocarbures à la surface près de l'endroit où le sous-marin aurait plongé.
Au moment de sa disparition, le Nanggala avait 53 personnes à bord, dont 49 officiers et membres d'équipage ainsi que 4 passagers. L'officier de marine le plus haut gradé du sous-marin était le colonel Harry Setyawan, commandant de l'unité sous-marine du 2nd Fleet Command. Au-dessous de lui, il y avait le lieutenant-colonel Heri Oktavian, le commandant du sous-marin, et Irfan Suri, un officier du service de matériel et d'électronique d'armes.
Plusieurs pays se sont joints à la phase de recherche du sous-marin dans l'espoir de sauver les marins. Ainsi un avion de reconnaissance P-8 Poseidon de l'armée américaine a rejoint les 20 navires indonésiens, le navire de guerre australien (équipé d'un sonar) et 4 aéronefs indonésiens.
Le 24 avril, la découverte de débris appartenant au Nanggala laisse peu de doutes quant au sort tragique des sous-mariniers. Lors d'une conférence de presse, l'amiral Yudo Margono a déclaré qu'ont été retrouvés des éléments d'un tube lance-torpille, des emballages de tuyaux de refroidissement, et, dans des bouteilles orange du lubrifiant du périscope, un outil utilisé par l'officier religieux pour les prières et des éponges pour résister à la chaleur. L'amiral déclara aussi qu'un scan avait retrouvé le sous-marin à une profondeur de 850 m alors que son immersion de destruction était supposée à 500 m. La phase de recherche du sous-marin a donc été mise à jour passant de la phase de supposé disparu à la phase supposé naufragé et les membres de l'équipage présumés décédés. Néanmoins, les recherches se poursuivirent au cas où des survivants seraient présents dans d'éventuels compartiments sécurisés,.
Le 25 avril, la marine indonésienne a annoncé avoir retrouvé le sous-marin et confirmé que les 53 membres d’équipage sont tous morts. Le submersible a été retrouvé à plus de 800 m de profondeur, brisé en trois parties.
La France a adressé «ses plus sincères condoléances» à la famille et aux proches des victimes ainsi que « sa pleine solidarité » aux autorités et au peuple indonésiens le 26 avril 2021.

### Explications données
L’état-major de la marine a rapidement évoqué la possibilité que le naufrage soit dû à une vague sous-marine (cas d'une onde interne (en) se propageant dans l'océan) car une différence de densité d'eau avait été constatée entre le détroit de Lombok et les eaux plus profondes au nord de Bali. Par ailleurs, une telle vague a été identifiée sur les images prises par un satellite météo japonais et par un satellite européen, dans la zone où le sous-marin a disparu : le jour de l’accident, une grosse masse d’eau s’est déplacée de haut en bas, à cause de la différence de salinité, qui a provoqué une énorme vague sous-marine venant du détroit de Lombok, dont la profondeur varie entre 200 et 400 m, vers le nord de Bali, où la profondeur dépasse en général les 1 000 m. Le contre-amiral Iwan explique qu'il s'agit « de 2 à 4 millions de m3 d’eau qui vous frappent. Rien ne peut y résister. Le Nanggala est descendu de 13 m et pourrait avoir été entraîné par la vague sous-marine. ».
La théorie de la vague sous-marine ne permet cependant pas d'exclure la piste d'une défaillance technique, comme un black-out.

## Commandants

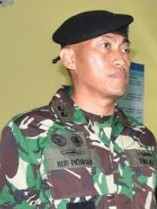
Heri Oktavian, commandant de 2020 à 2021.

- Mayor Laut (capitaine de corvette) Wirawan Ady Prasetya (2013-16 mai 2014[44])
- Mayor Laut Harry Setiawan (16 mai 2014-8 décembre 2015[45])
- Letnan kolonel Laut (capitaine de frégate) Widya Poerwandanu (8 décembre 2015-29 septembre 2016[46])
- Letnan kolonel Laut Ahmad Noer Taufik (29 septembre 2016-2 décembre 2016[47])
- Letnan kolonel Laut Yulius Azz Zaenal (2 décembre 2016-20 février 2019[48])
- Letnan kolonel Laut Ansori (20 février 2019-3 avril 2020[49])
- Letnan kolonel Laut Heri Oktavian (3 avril 2020-21 avril 2021)

## Voir également
- Liste d'accidents impliquant des sous-marins depuis 2000